# Ri Cshangmjong
Ri Cshangmjong (hangul: 리창명, handzsa: 李昌明, RR: Lee Chang-Myung; 1947. január 2. –) észak-koreai válogatott labdarúgókapus.
Az Észak-koreai válogatott tagjaként részt vett az 1966-os világbajnokságon.